# Jatobá (Maranhão)
Jatobá is een gemeente in de Braziliaanse deelstaat Maranhão. De gemeente telt 8.909 inwoners (schatting 2009).